# Vanhouttea
Vanhouttea é um género botânico pertencente à família Gesneriaceae.

## Sinonímia
Houttea

## Espécies
| - Vanhouttea bradeana - Vanhouttea calcarata - Vanhouttea fruticulosa - Vanhouttea gardneri - Vanhouttea lanata | - Vanhouttea leptopus - Vanhouttea mollis - Vanhouttea salviaefolia - Vanhouttea salviifolia |